# Соколов, Александр Игоревич
Александр Игоревич Соколов (16 января 2000, Кириши, Ленинградская область — 27 февраля 2022, Харьков) — российский военнослужащий, разведчик 2-й отдельной гвардейской бригады специального назначения Главного управления Генерального штаба Вооружённых сил Российской Федерации, гвардии ефрейтор. Герой Российской Федерации (посмертно, 2022).

## Биография
Родился 16 января 2000 года в городе Кириши Ленинградской области. В 2016 году окончил 9 классов киришского лицея. Продолжил обучение в киришском медицинском колледже. В период учёбы был воспитанником региональной общественной организации ветеранов подразделений специального назначения Ленинградской области «Кречет» и бойцом поискового отряда «Небо Ленинграда».
С 2022 года был волонтёром, а затем медбратом в киришском госпитале, где проходили лечение больные коронавирусной инфекции. В ноябре добровольно поступил на службу по контракту во 2-ю отдельную гвардейскую бригаду специального назначения. С учетом хорошей специальной подготовки был зачислен в состав бригады без прохождения срочной службы.
С 24 февраля 2022 года Соколов участвовал в российском нападении на Украину. По информации военного ведомства РФ и рассказам сослуживцев, 27 февраля 2022 года подразделение, в котором находился Соколов, должно было занять телевышку в Харькове. В ходе боя Александр Соколов был тяжело ранен и, оказавшись в окружении противника, подорвал себя гранатой.
До лета 2022 года числился пропавшим без вести. 20 июня 2022 года останки Соколова были захоронены на кладбище «Мерятино» (Кириши).
12 июля 2022 года Указом Президента РФ (закрытым) за мужество и героизм, проявленные во время исполнения воинского долга, гвардии ефрейтору Александру Игоревичу Соколову присвоено звание Героя Российской Федерации (посмертно). 26 июля Медаль «Золотая Звезда» была передана матери награждённого Наталье Владимировне Соколовой в штабе Западного военного округа в Санкт-Петербурге.

## Память
- Навечно зачислен в списки 2-й отдельной гвардейской ордена Жукова бригады спецназа ГУ ГШ ВС РФ.